# أمير أميني
أمير أميني (من مواليد 10 يونيو 1984 في الري) لاعب كرة سلة إيراني محترف. يلعب حالياً في نفط سيباهان في دوري كرة السلة الإيراني الممتاز. وهو أيضا عضو في منتخب إيران لكرة السلة.

## وصلات خارجية
- أمير أميني على موقع الاتحاد الدولي لكرة السلة (الإنجليزية)
- أمير أميني على موقع الاتحاد الدولي لكرة السلة (الإنجليزية)
- أمير أميني على موقع كرة السلة الأوروبية.كوم (الإنجليزية)
- أمير أميني على موقع ريلجم (الإنجليزية)
- أمير أميني على موقع بروبوليرز (الإنجليزية)
- أمير أميني على موقع سبورتس رفرنس (الإنجليزية)
- أمير أميني على موقع أوليمبيديا (الإنجليزية)

- (بالإنجليزية) الملف الشخصي على الموقع الرسمي
- إيفانز, هيلاري; جيرد, أريلد; هيجمانز, جيرون; مالون, بل. "Amir Amini". على موقع Sports-Reference.com (بالإنجليزية). سبورتس رفرنس.{{استشهاد ويب}}:  صيانة الاستشهاد: url-status (link)